# Terry Cavanagh
Pour les articles homonymes, voir Cavanagh.
Ne doit pas être confondu avec Terry Kavanagh.
Terry Cavanagh est un concepteur irlandais indépendant de jeux vidéo résidant actuellement à Londres.
Il est surtout connu pour ses jeux VVVVVV, Super Hexagon et Dicey Dungeons.

## Prix
Terry Cavanagh a remporté l'IndieCade Festival en 2010 dans la catégorie « Fun/Compelling » pour son jeu VVVVVV.
En 2014, il a été mentionné dans la catégorie Jeux de liste « 30 Under 30 » du magazine Forbes, liste mettant en valeur 30 personnalités importantes de moins de 30 ans.

## Jeux développés
| Titre                                                                                                  | Plates-formes                                                         | Date de sortie |
| --- | --------------------------------------------------------------------- | -------------- |
| Don't Look Back                                                                                        | Microsoft Windows, iOS, Android, Ouya                                 | 2009           |
| VVVVVV                                                                                                 | Microsoft Windows, Mac OS X, Nintendo 3DS, GNU/Linux, Nintendo Switch | 2010           |
| American Dream                                                                                         | Microsoft Windows, Ouya                                               | 2011           |
| Hero's Adventure                                                                                       | Adobe Flash                                                           | 2011           |
| At a Distance                                                                                          | Microsoft Windows                                                     | 2011           |
| Super Hexagon                                                                                          | iOS, Microsoft Windows, Mac OS X, Android, Blackberry 10, GNU/Linux   | 2012           |
| Bababadalgharaghtakamminarronnkonnbronntonnerronn tuonnthunntrovarrhounawns kawntoohoohoordenenthurnuk | Ouya                                                                  | 2013           |
| Naya's Quest                                                                                           | Adobe Flash                                                           | 2013           |
| Experiment 12                                                                                          | Microsoft Windows, Mac OS X                                           | 2013           |
| Maverick Bird                                                                                          | Adobe Flash                                                           | 2014           |
| Dicey Dungeons                                                                                         | Microsoft Windows                                                     | 2019           |